# Jonas Edward Salk
Jonas Edward Salk (New York, 1914. október 28. – La Jolla, 1995. június 23.) amerikai orvostani kutató; virológus. Hírnevet elsősorban a járványos gyermekbénulás elleni vakcina kifejlesztésével szerzett.

## Élete
New Yorkban született 1914. október 28-án. Diplomáját a New York-i Orvostudományi Egyetemen szerezte meg. 1947-ben a Pittsburghi Orvostudományi Egyetemen kapott állást. 1948-ban csatlakozott egy projekthez, amelynek célja a gyermekbénulást okozó vírusok különböző típusainak elkülönítése volt. Hamar rádöbbent, hogy kutatásait egy lehetséges vakcina kidolgozásának irányába kell előremozdítania. 1955-ben nyilvánosságra hozták, hogy a betegség ellen sikerült hatékony oltóanyagot kifejleszteniük. A vakcina első klinikai tesztelésére 1957-ben került sor.
Nevét az 1960-ban általa alapított kaliforniai kutatóintézet viseli.